# 문 두드리개

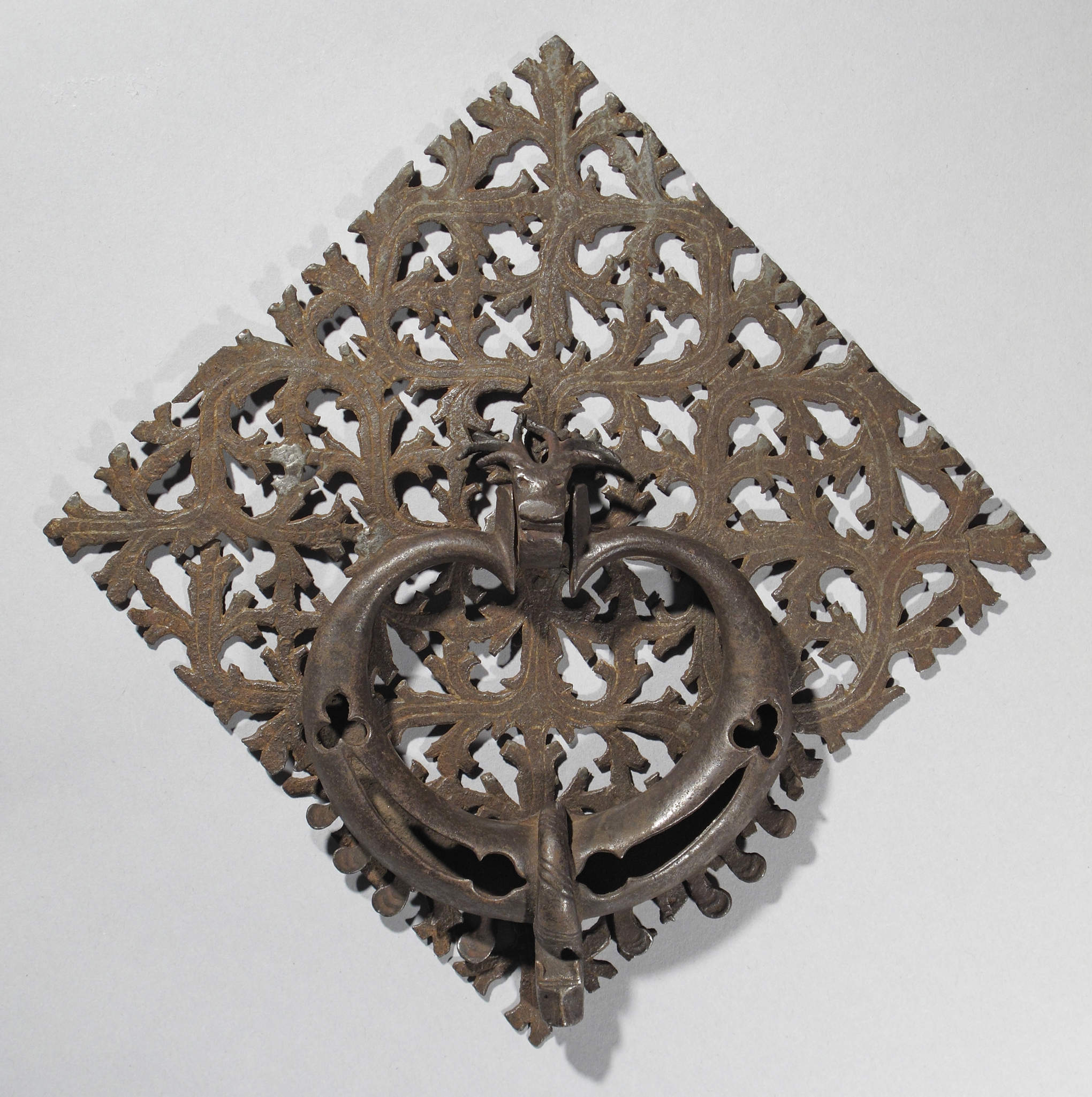
15세기에서 16세기 철제 문 두드리기, 메트로폴리탄 미술관 (뉴욕시)

문 두드리개 또는 도어 노커(door knocker)는 집이나 다른 거주지 또는 건물 밖에 있는 사람들이 안에 있는 사람들에게 자신의 존재를 알릴 수 있도록 하는 문 장식품이다. 문 두드리개는 문에 고정된 부분과 힌지로 문에 부착되어 (주로 금속) 들어 올려 문에 부착된 판이나 문 자체를 두드려 소리를 내는 부분이 있다. 부착된 판이 있는 경우, 그것은 두드리개와 함께 제공되고 부착된다. 문 두드리개는 종종 화려하지만, 단순한 금속 추 또는 고리에 불과할 수도 있다.

## 종류
독일의 교수 프란츠 잘레스 마이어는 문 두드리개를 세 가지 종류로 구분했다. "고리", "망치", 그리고 동물이나 다른 인물의 형태를 취할 수 있는 화려한 종류이다. 20세기 초 미국에서 골동품 문 두드리개에 대한 높은 수요는 위조품의 출현을 야기했다.

## 갤러리

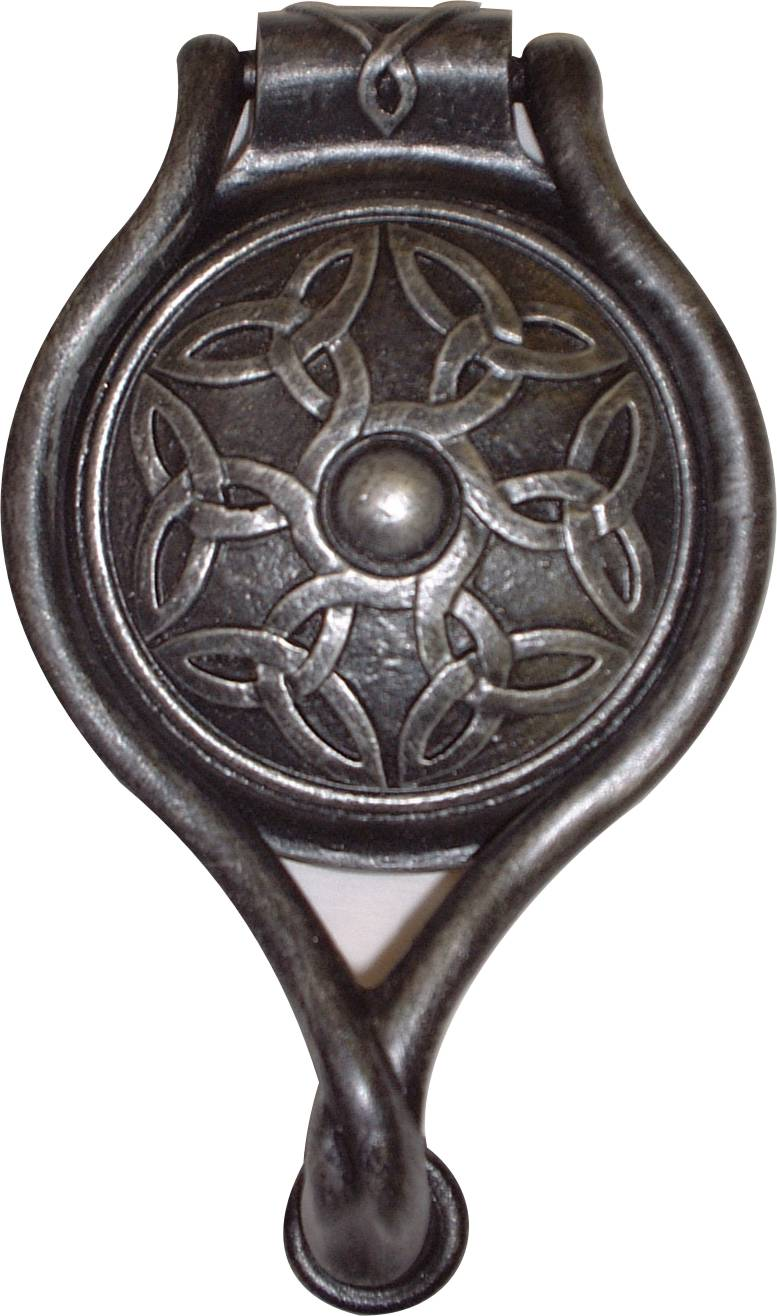
그레이트브리튼섬의 무쇠 문 두드리개
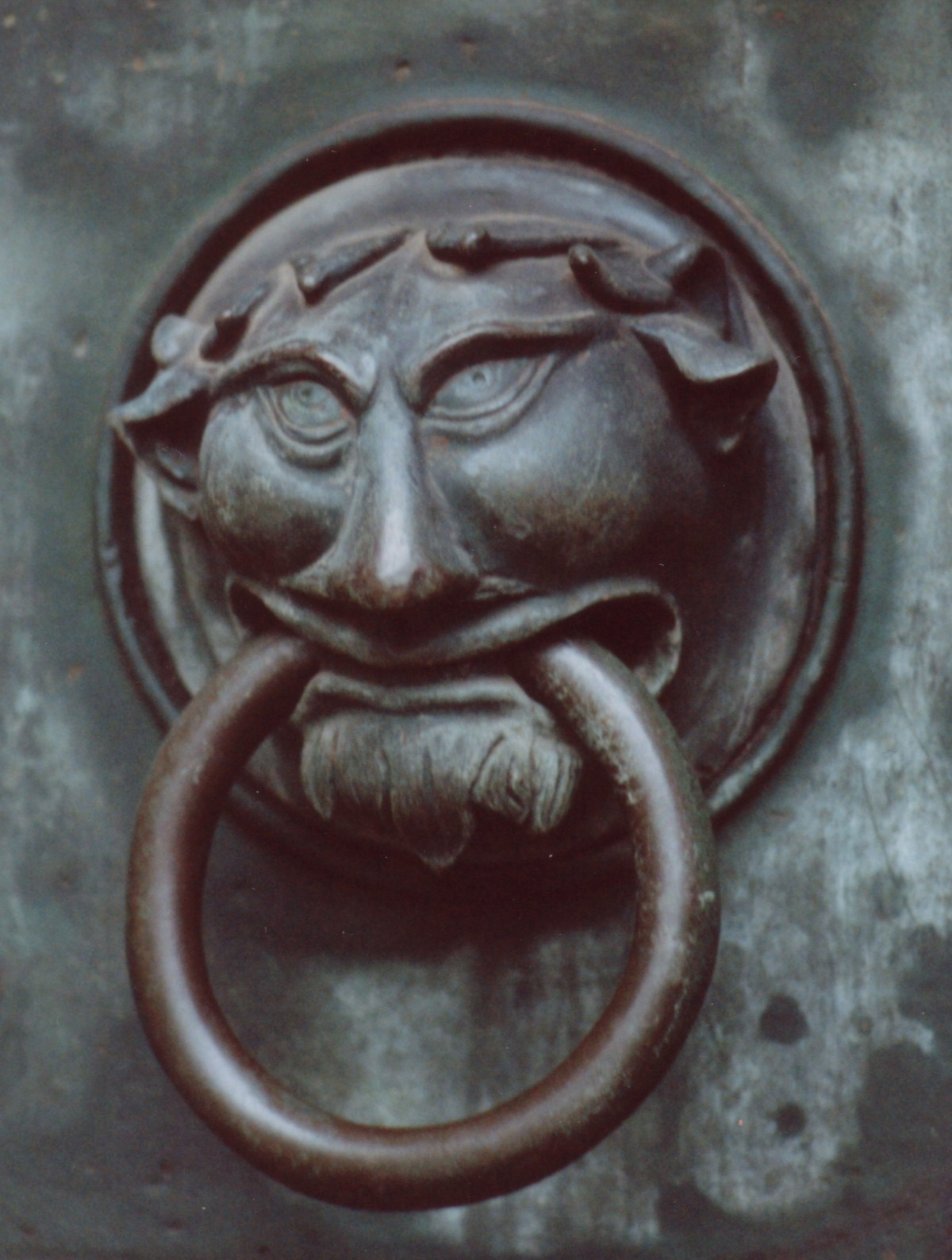
아우크스부르크 성 마리아 대성당의 "자비의 고리"
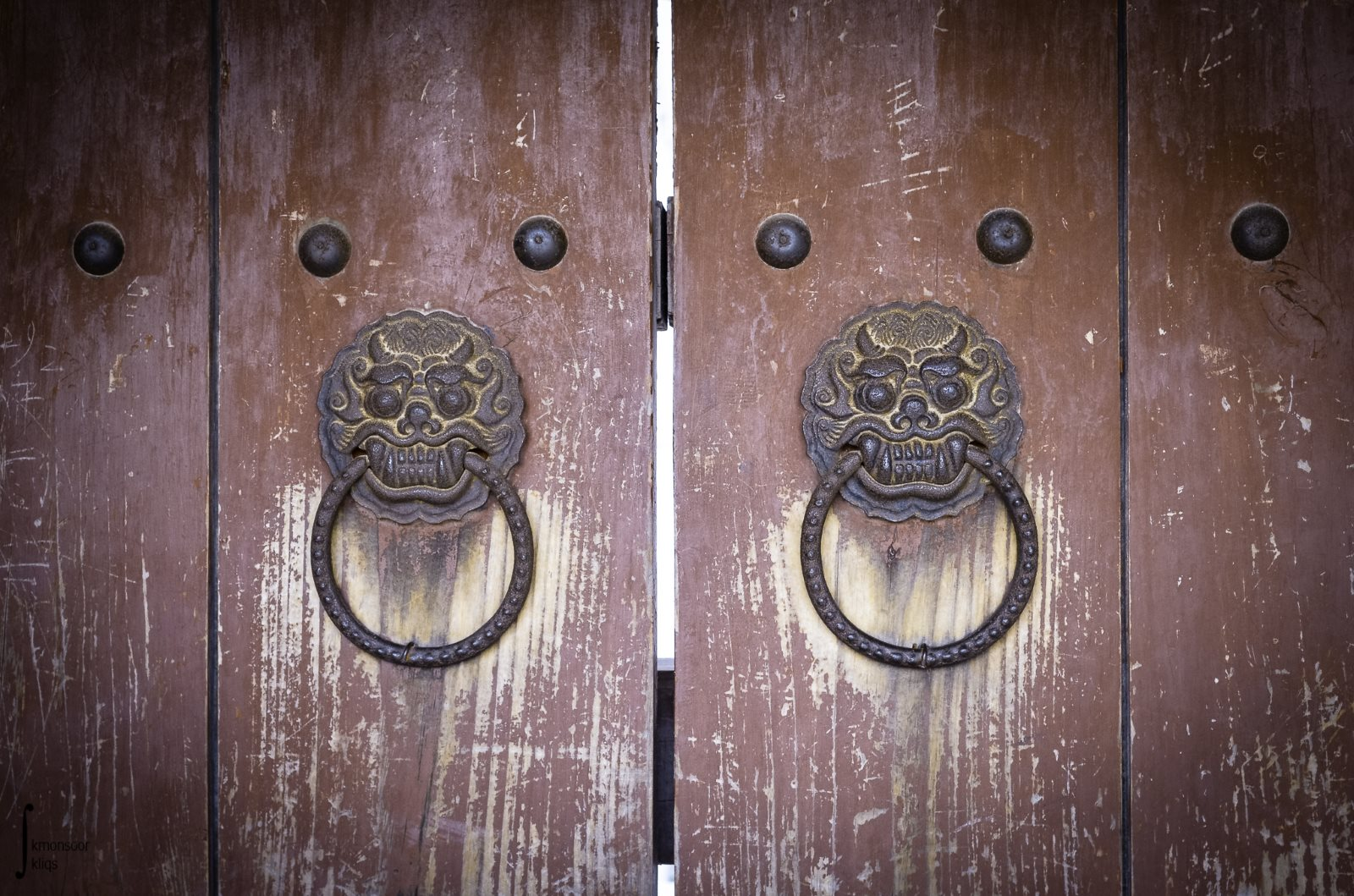
경주시 불국사의 용머리 문 두드리개
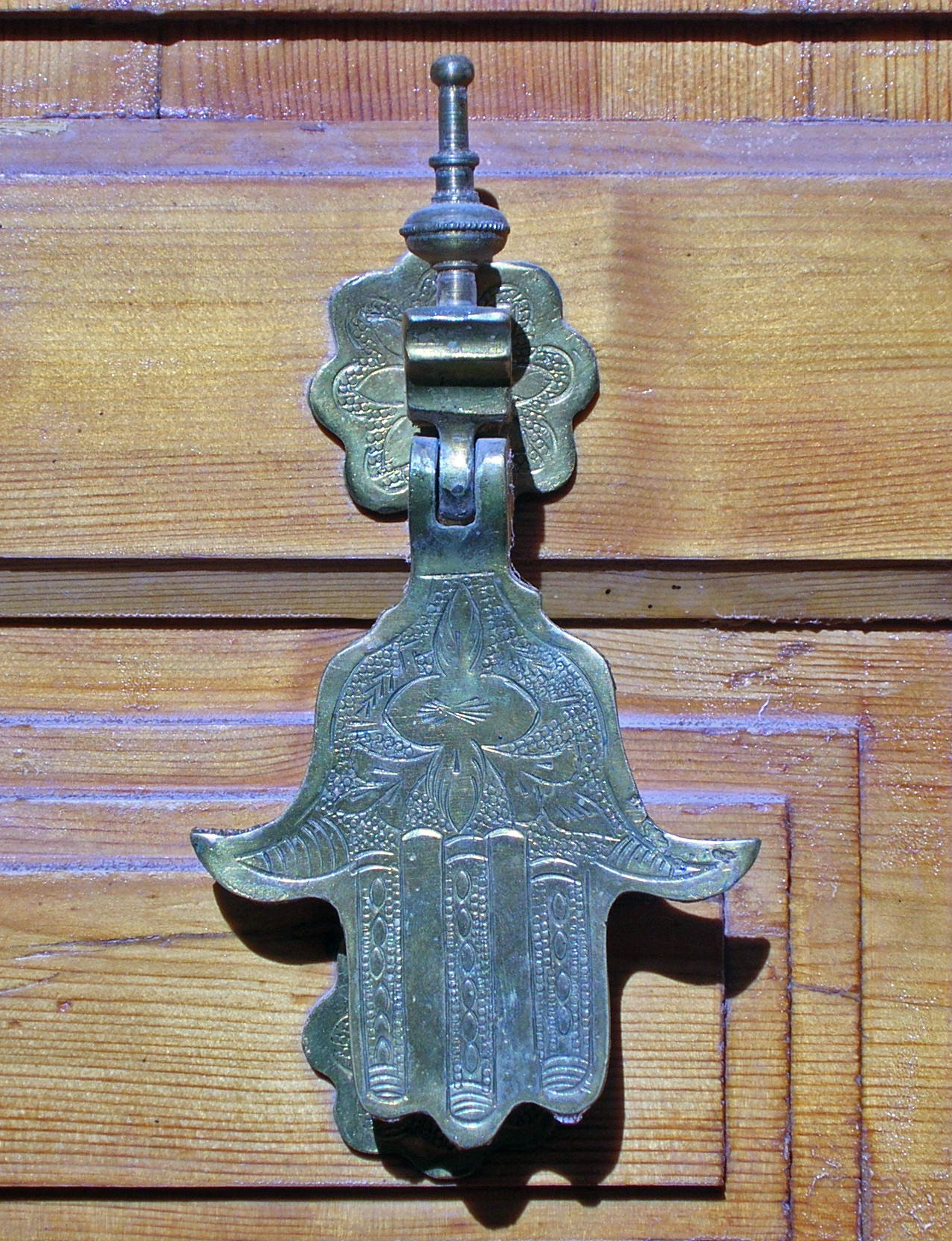
모로코의 함사 문 두드리개
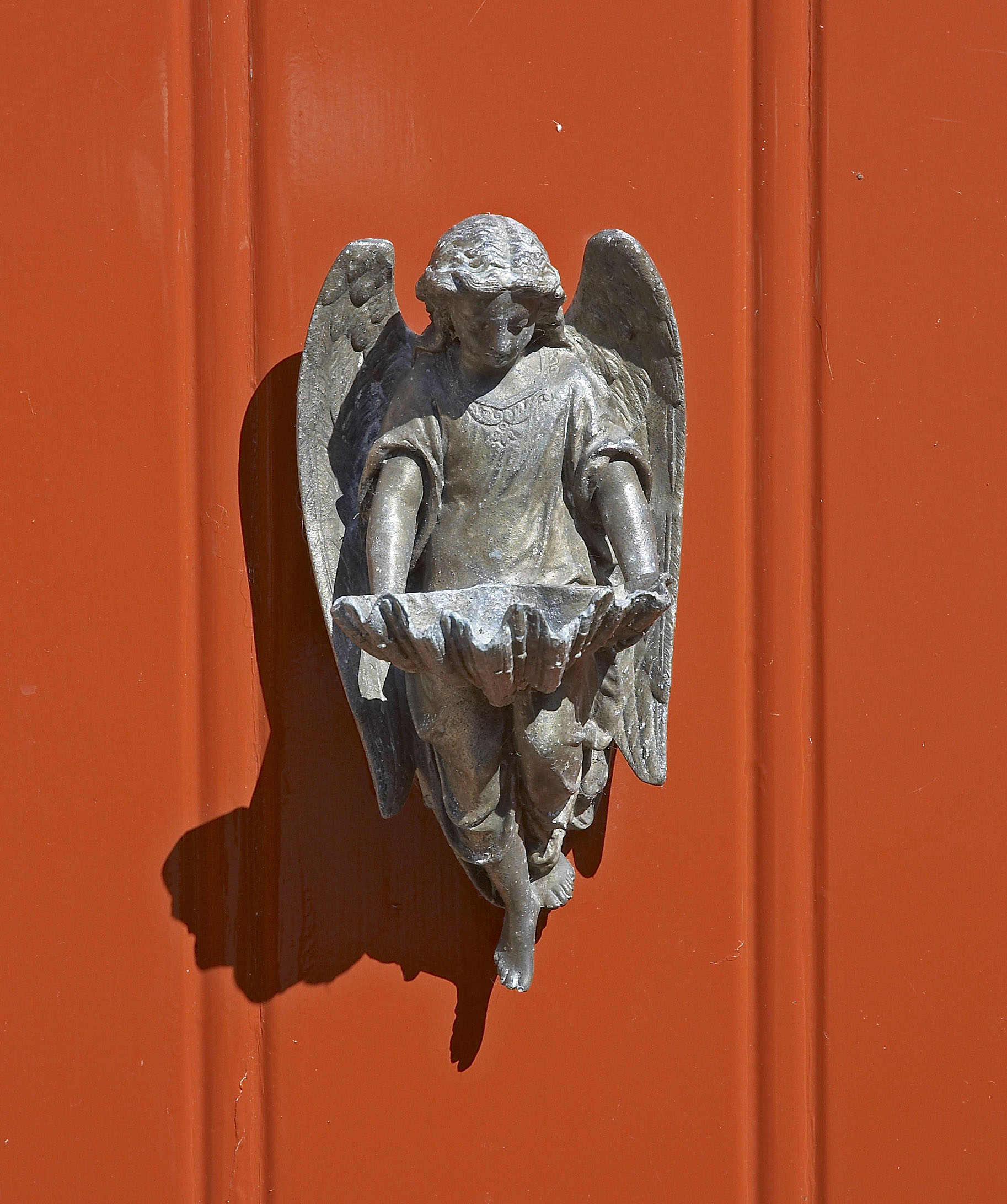
네덜란드 하르데르베이크의 천사 문 두드리개
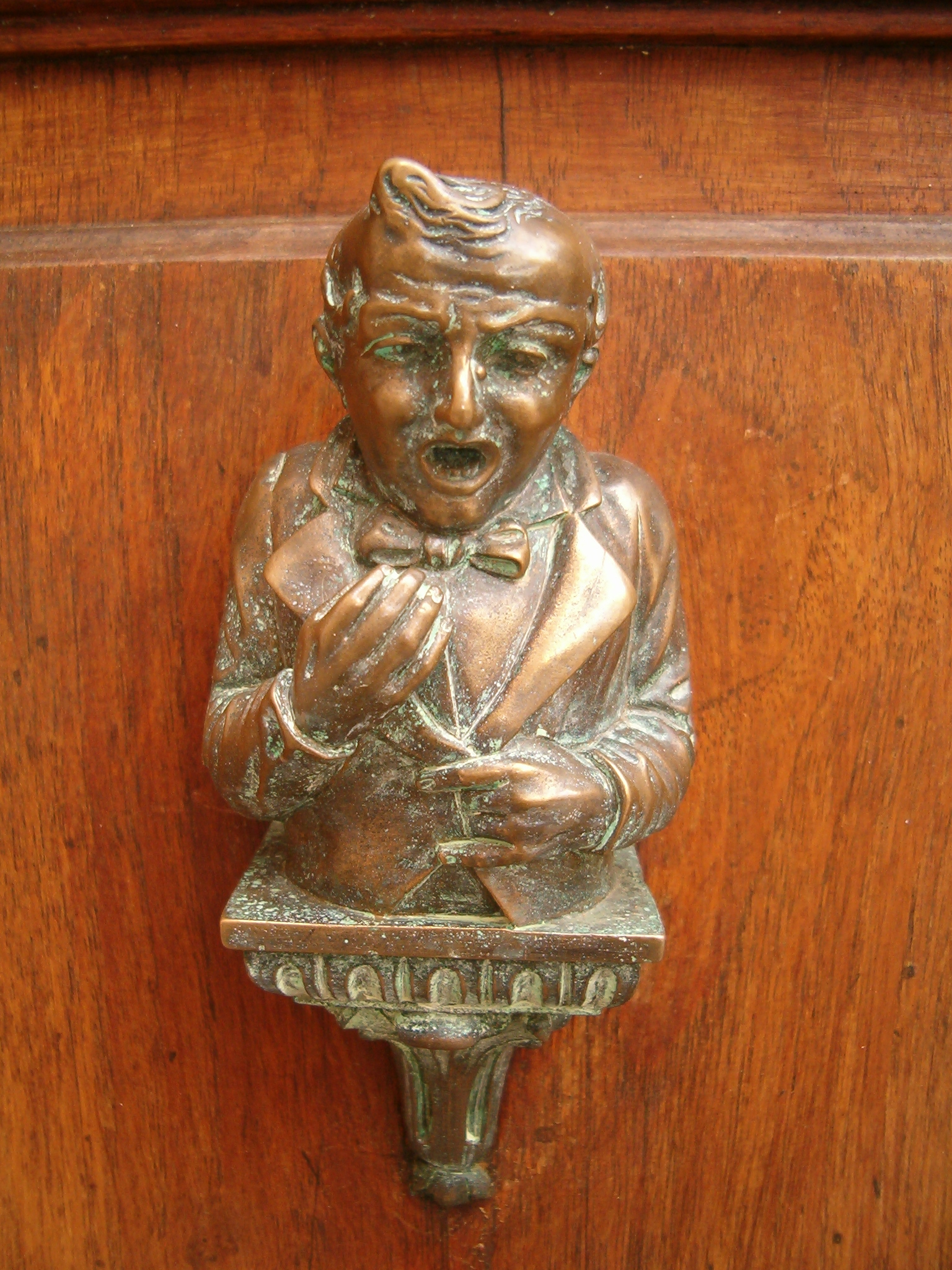
베네치아의 문 두드리개
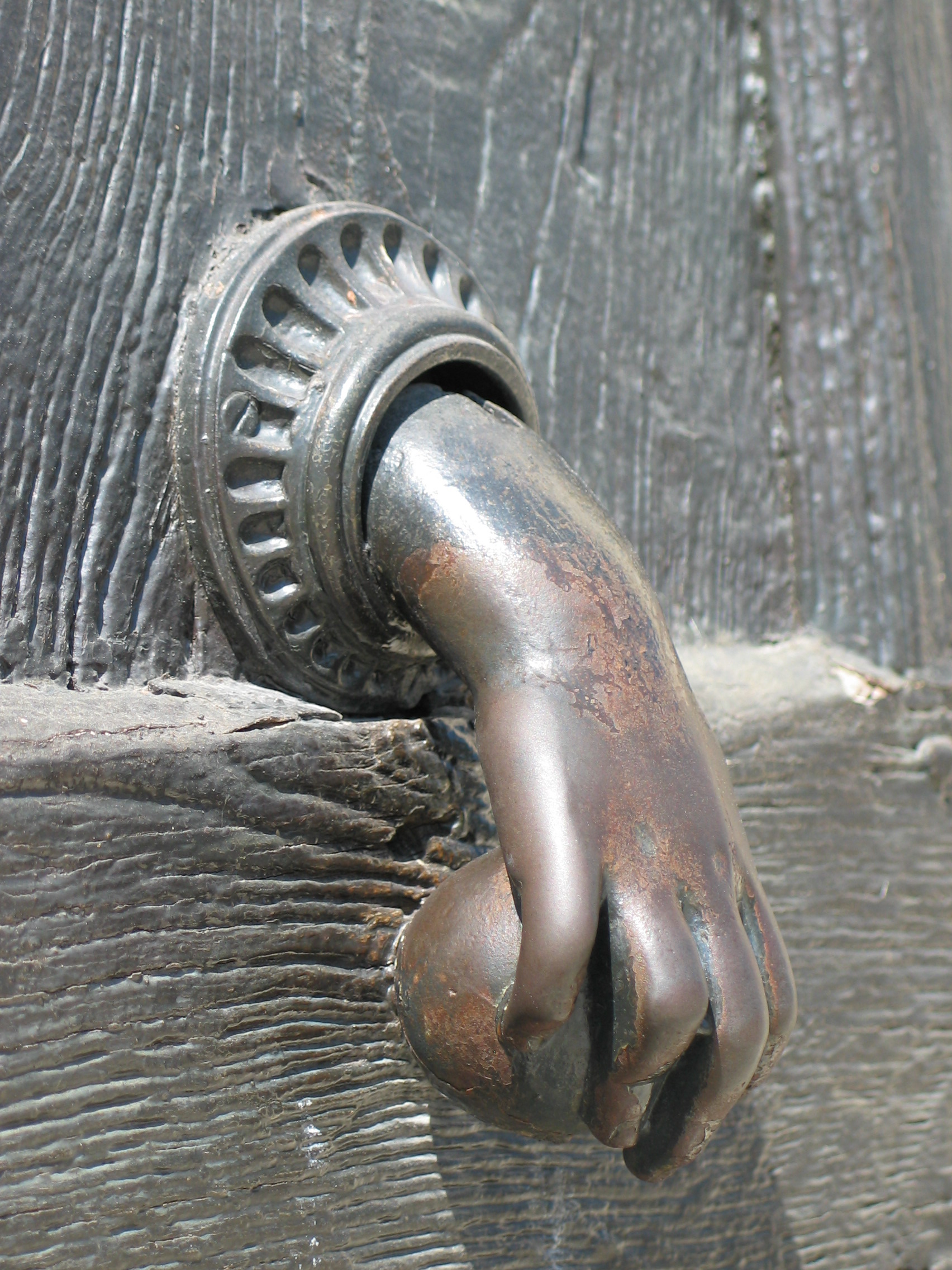
프랑스 오를레앙의 문 두드리개
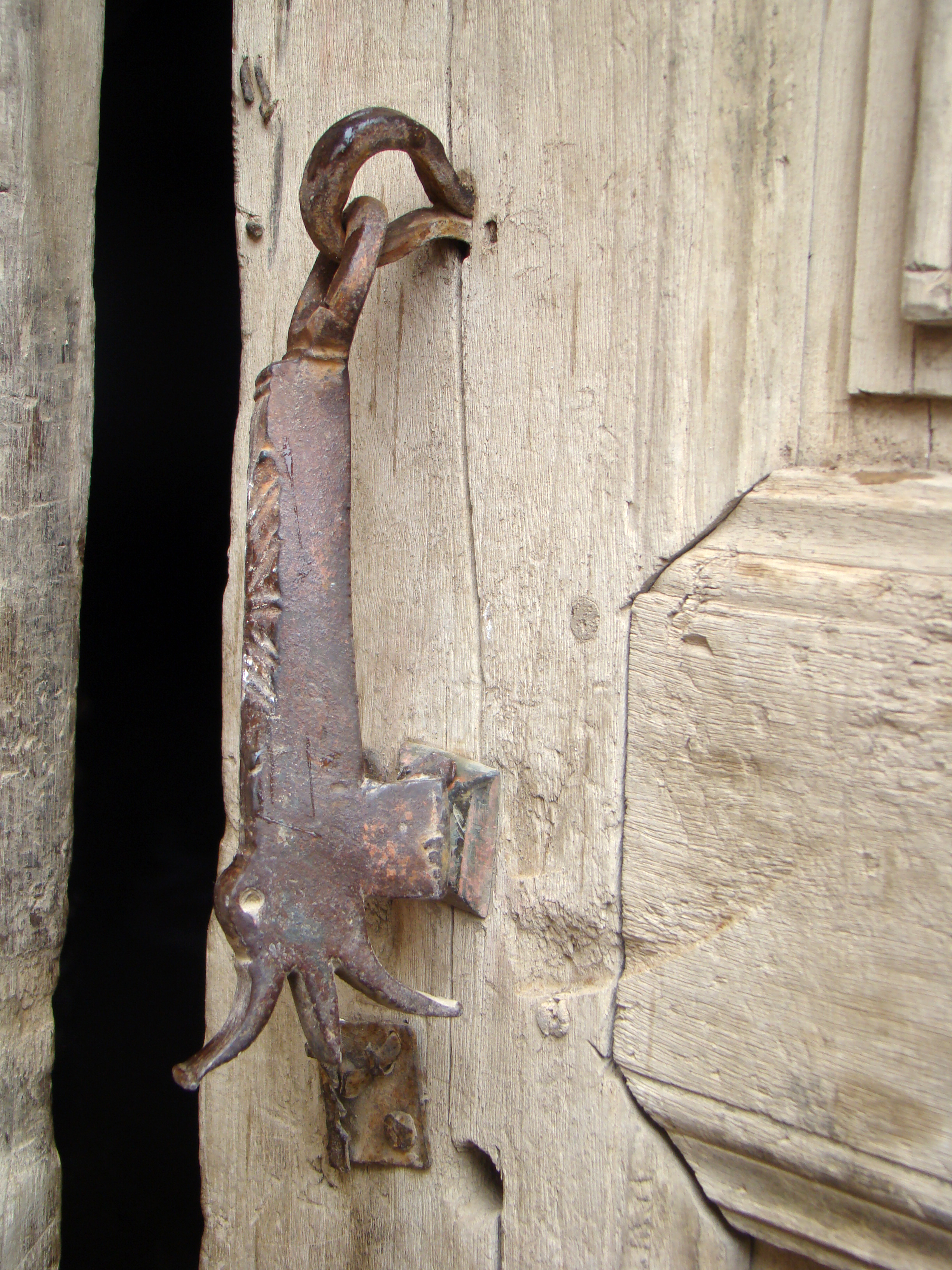
이란 하이 불라기 저택의 문 두드리개
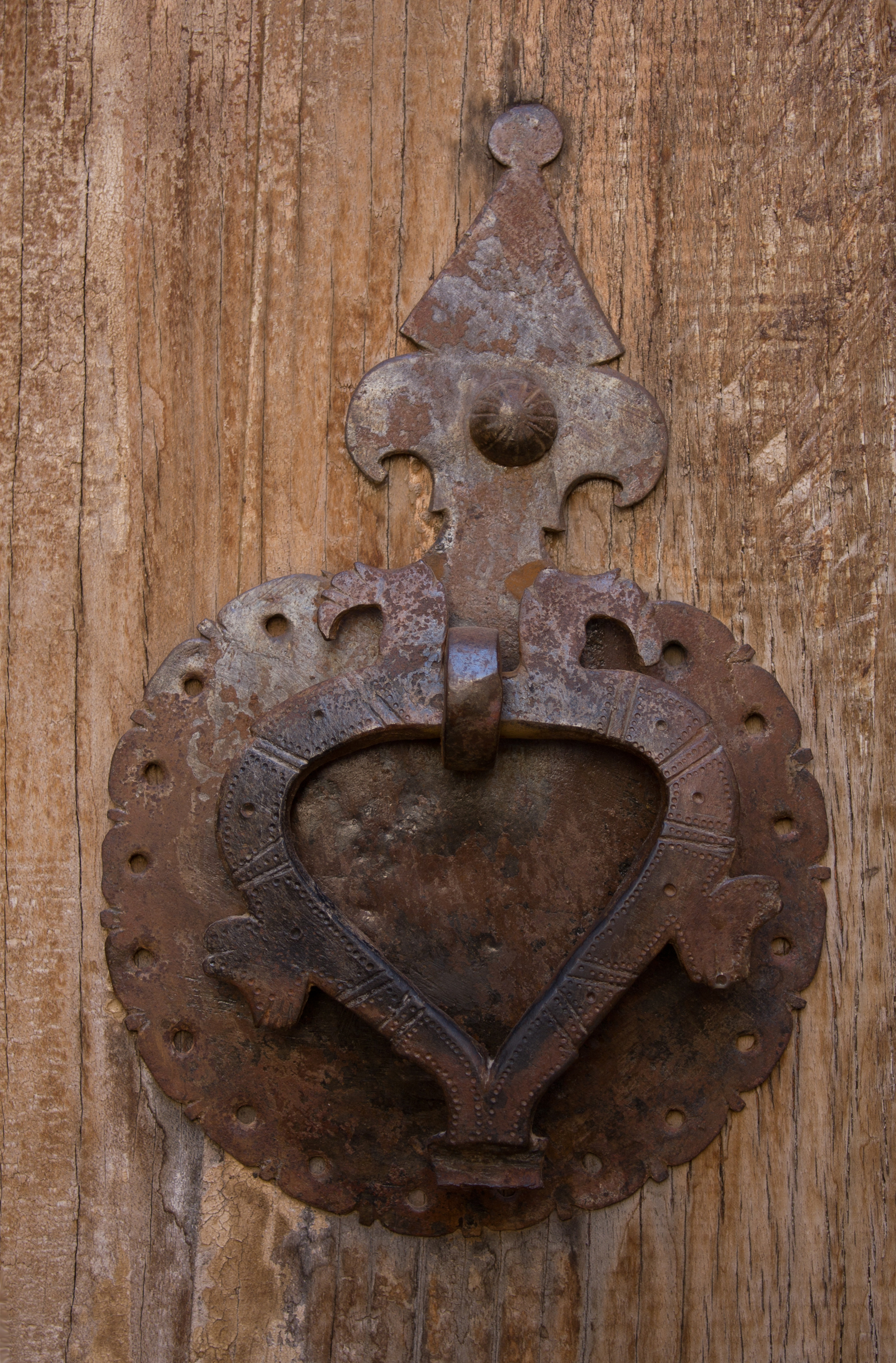
베흐남 하우스의 문 두드리개, 이란
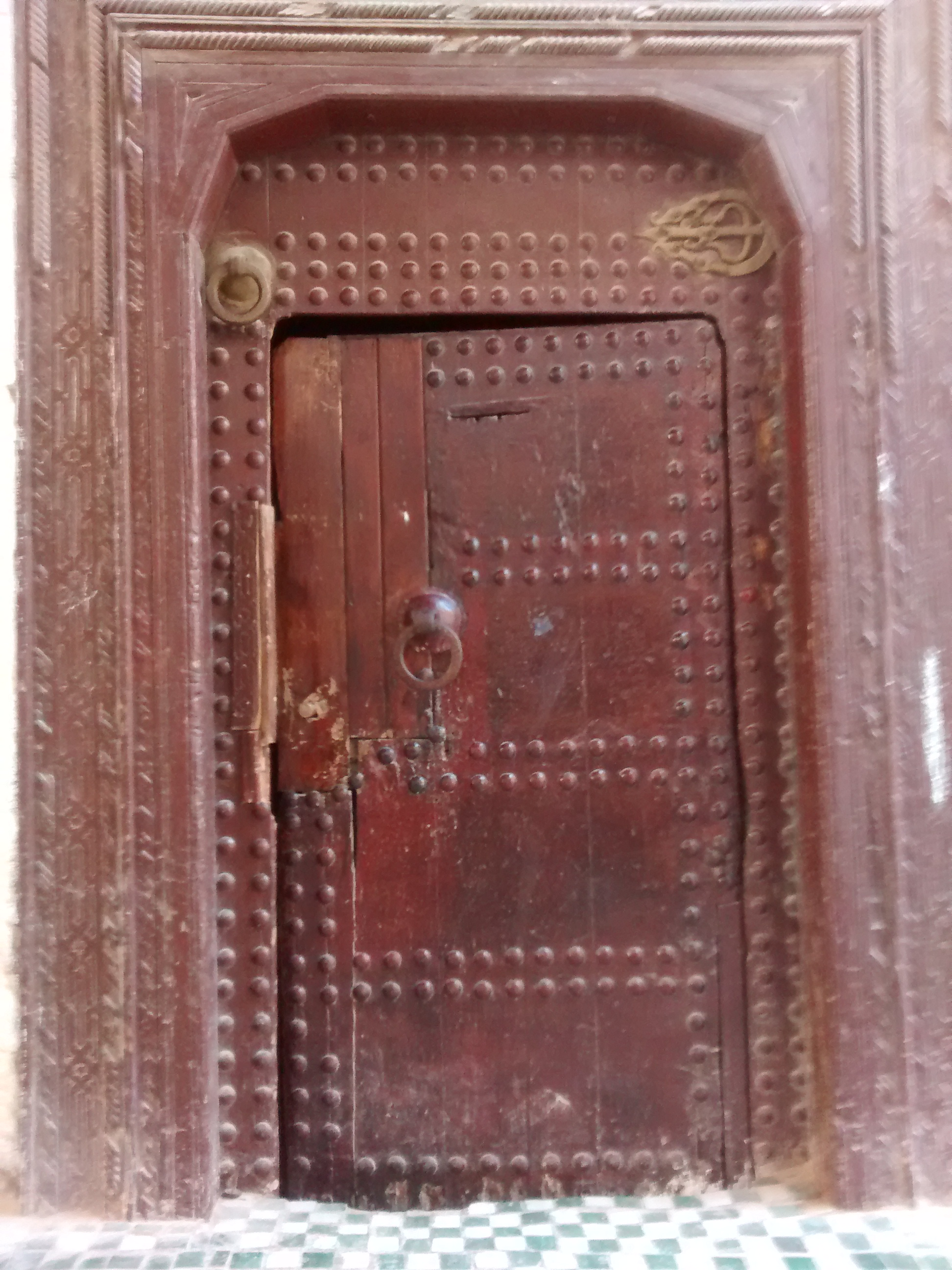
페스의 문에 두 개의 문 두드리개. 전통적으로 하나는 여성이, 다른 하나는 남성이 사용했다 (왼쪽 상단 참조).
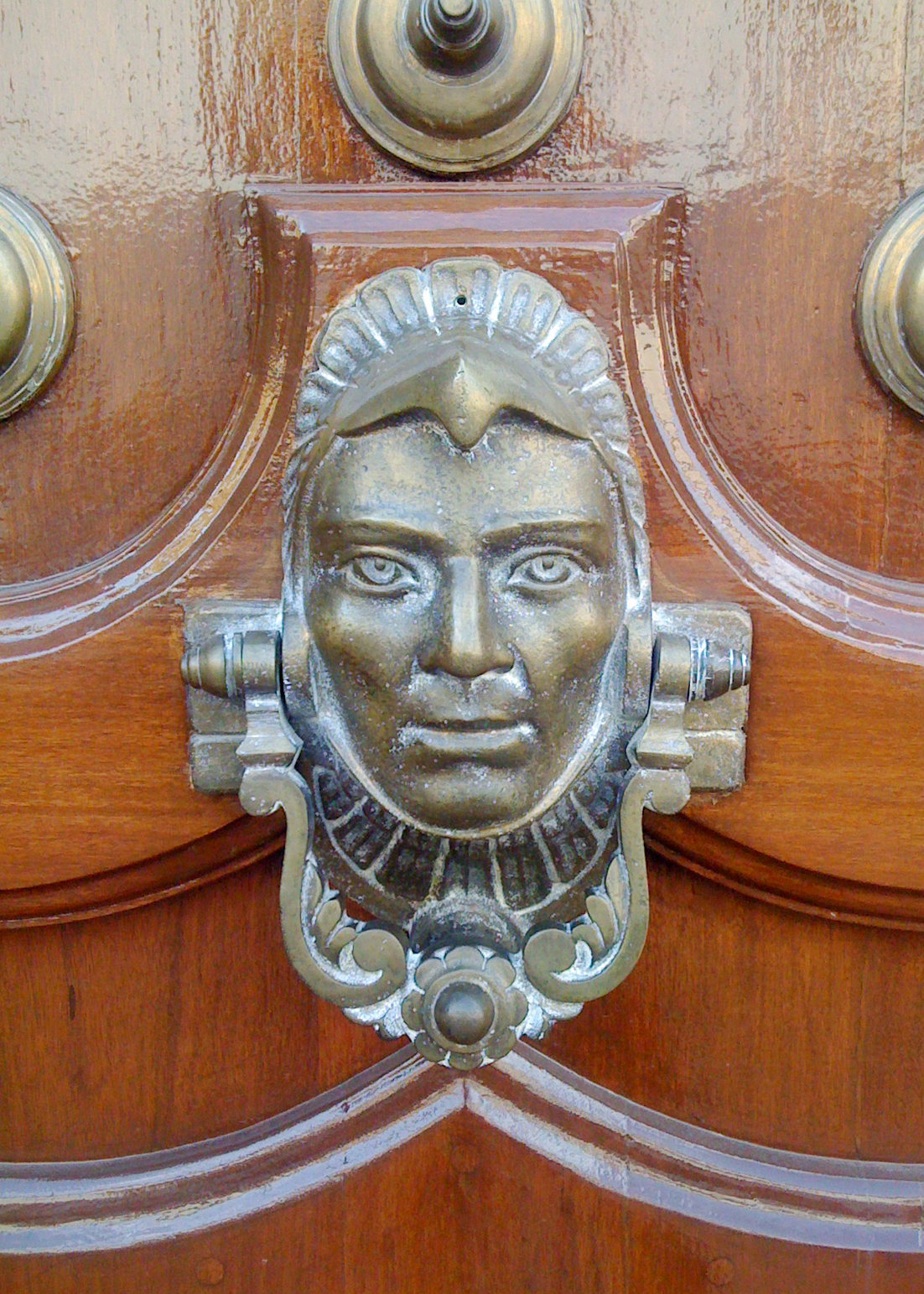
케레타로주의 독수리 전사를 묘사한 문 두드리개, 멕시코.
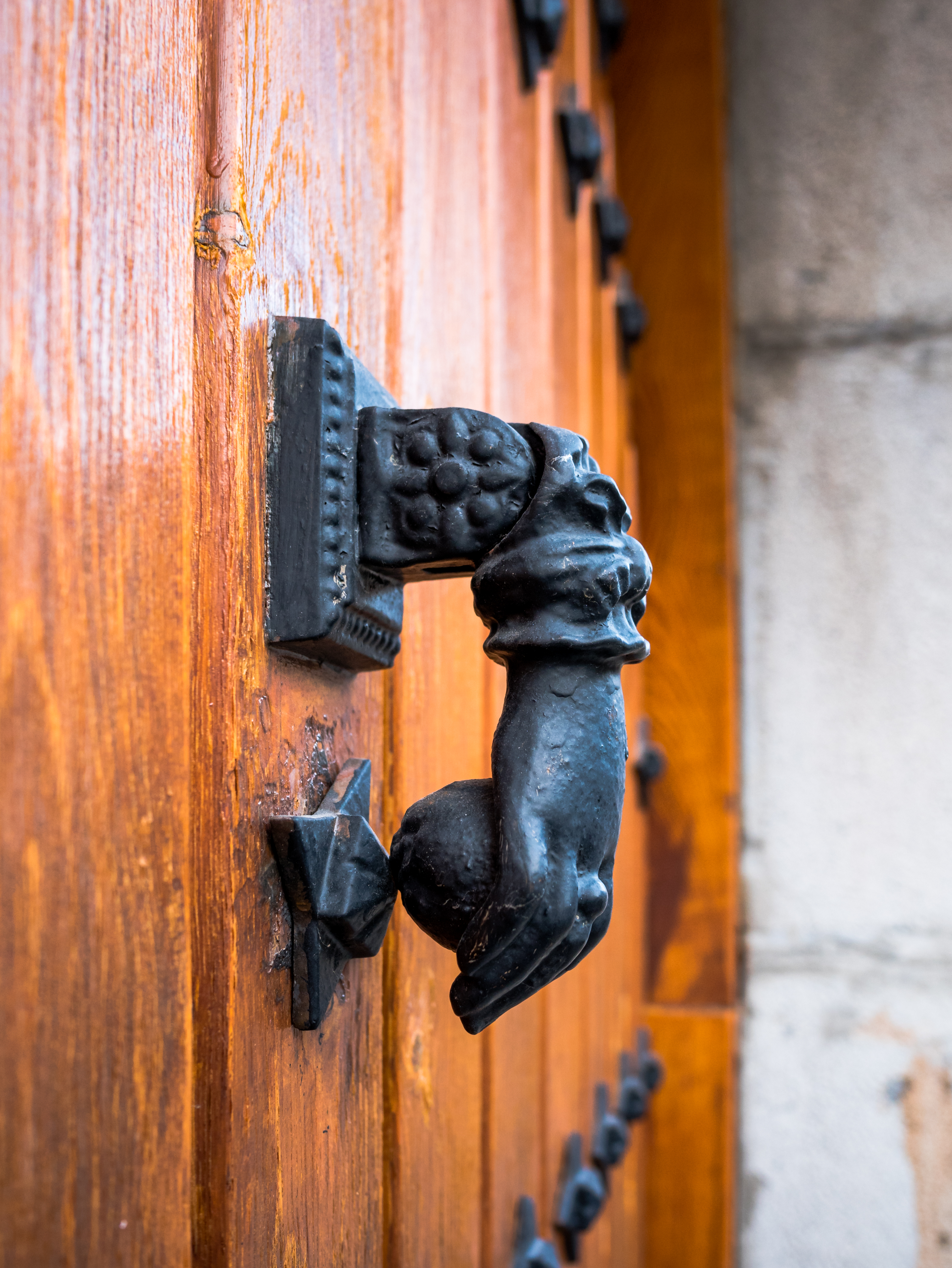
스페인의 손 모양 문 두드리개
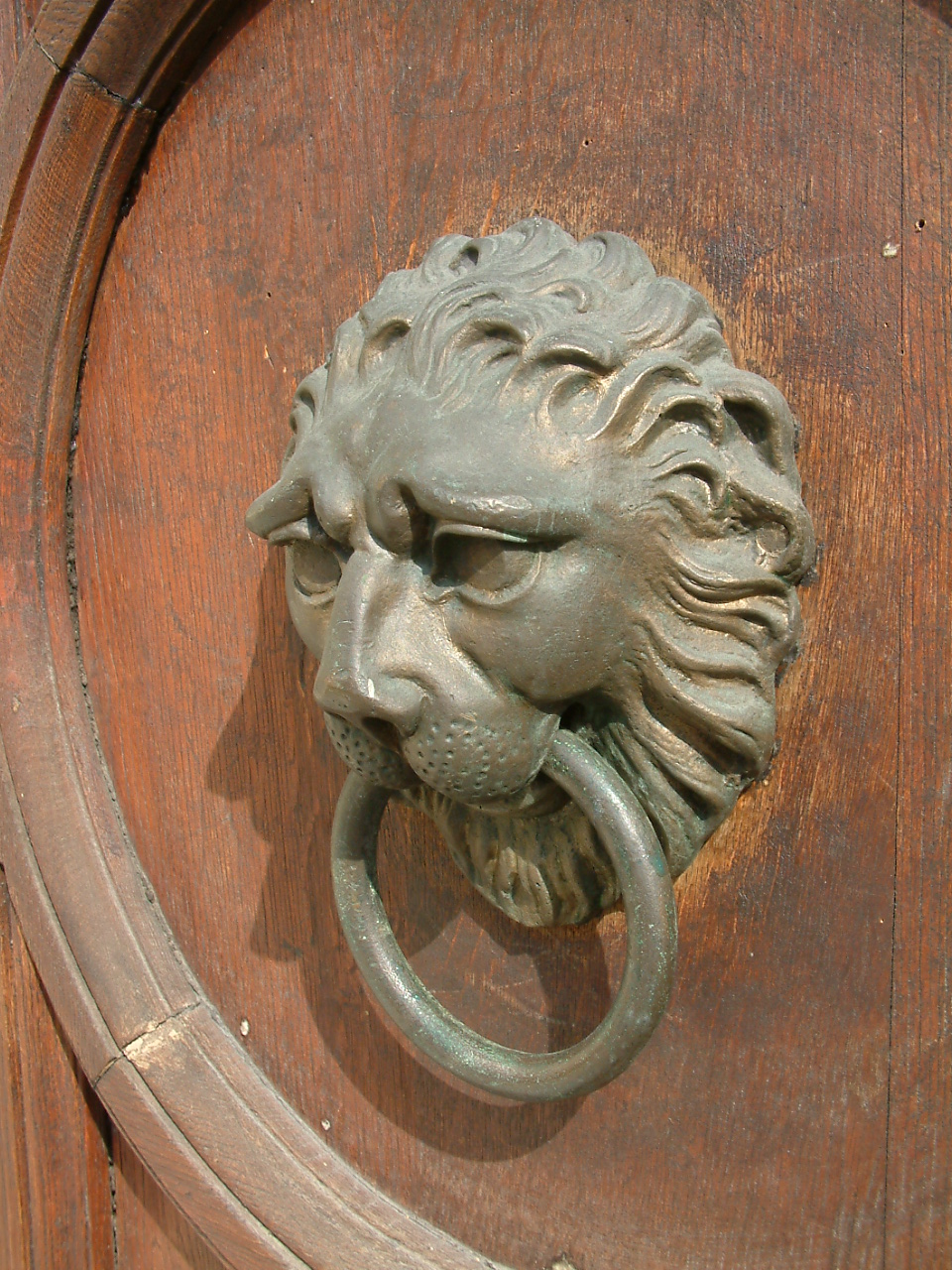
라친스키 도서관의 사자 머리 문 두드리개
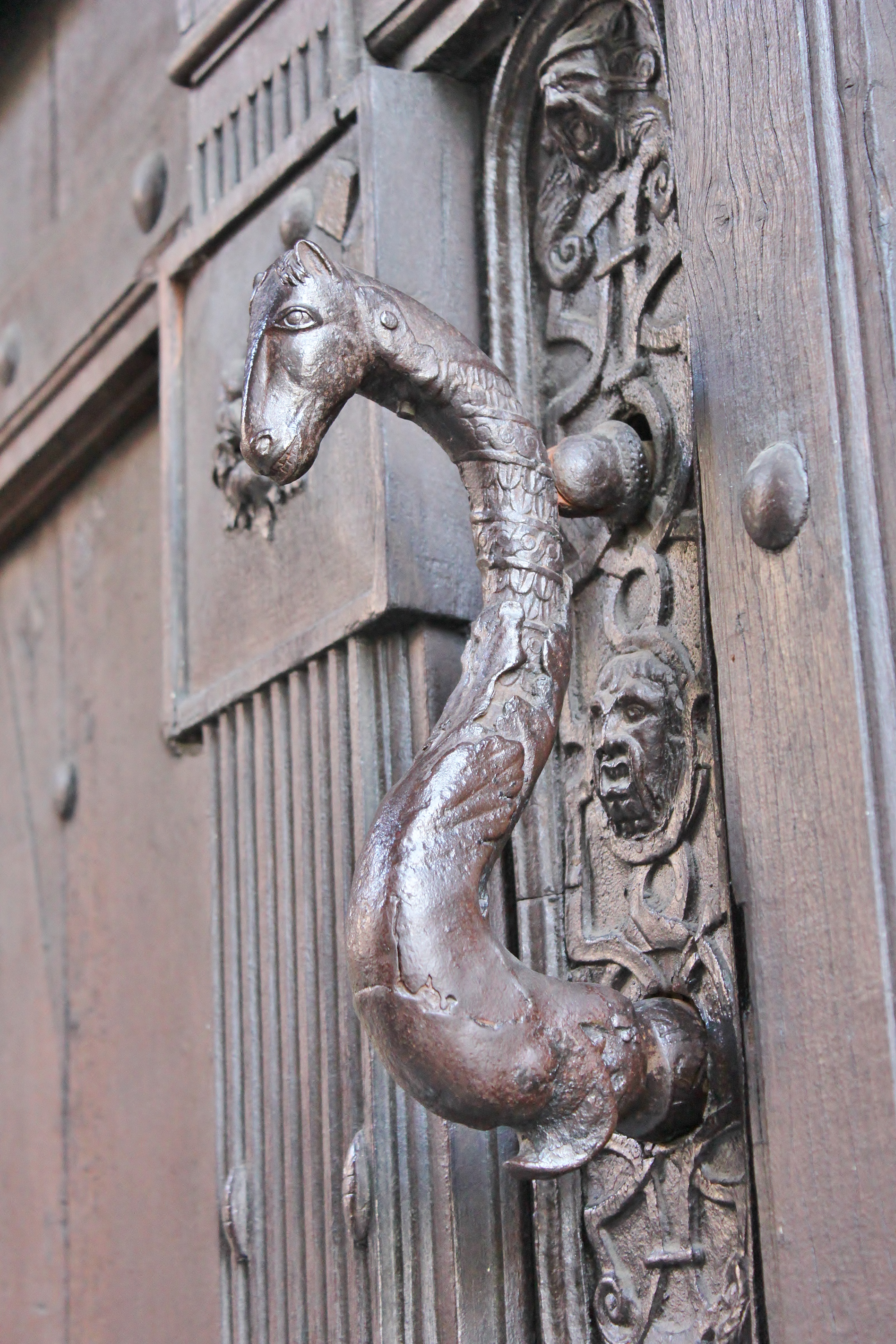
프랑스 툴루즈의 르네상스 문 두드리개

## 같이 보기
- 초인종